# Truls Mørk
Truls Otterbech Mørk (* 25. dubna 1961, Bergen) je norský violoncellista.
Narodil se v rodině profesionálních hudebníků, jeho matka je klavíristka a otec violoncellista. Studoval u špičkových sólistů: Frans Helmerson, Mstislav Rostropovič či Natalija Šachovskaja. Je profesorem na hudební akademii v Oslu.

## Ocenění
- 1982 – vítěz Čajkovského mezinárodní soutěže v Moskvě
- 1983 – vítěz soutěže Gaspara Cassadó ve Florencii
- 1986 – vítěz Naumburgovy soutěže v New Yorku
- 2002 – Grammy za nahrávku cellových suit Benjamina Brittena
- 2002 – Grand Prix Akademie Charles Cros
- 2002 – Canneská hudební cena